# Eulalio (antipapa)
Eulalio (IV secolo – 423) è stato antipapa dal dicembre 418 all'aprile 419.

## Biografia
Il 27 dicembre 418, subito dopo la morte di papa Zosimo, una fazione del clero romano, composta principalmente da diaconi, occupò la basilica Laterana ed elesse papa l'arcidiacono Eulalio, che venne consacrato dal vescovo di Ostia. L'alto clero tentò di entrare, ma fu violentemente respinto dai sostenitori del partito di Eulalio. Il giorno successivo, questi ultimi convennero in una basilica romana non chiaramente identificata, detta Santa Teodora o di Teodoro, ed elessero papa l'anziano Bonifacio, cardinale di San Lorenzo in Damaso.
L'imperatore Onorio, ricevuto un rapporto favorevole ad Eulalio dal prefetto della città, Simmaco, riconobbe in un primo tempo Eulalio come papa legittimo. Tuttavia ad Onorio giunsero successivamente, da parte dei presbiteri, informazioni diverse da quelle di Simmaco, cosicché egli riunì un sinodo (che fu il primo intervento da parte di un imperatore nelle elezioni papali) a Ravenna per decidere del problema. Non essendoci nessun chiaro risultato egli ordinò che entrambi i pretendenti venissero allontanati da Roma in attesa di un secondo sinodo da tenersi a Spoleto. 
Eulalio comunque, dopo essersi recato ad Anzio, tornò in città per celebrare i riti di Pasqua in Laterano, riti dei quali Onorio aveva incaricato il vescovo di Spoleto, Achilleo. La trasgressione all'ordine dell'imperatore fece sì che quest'ultimo ritirasse il suo appoggio ad Eulalio, confermando Bonifacio e revocando il progettato sinodo di Spoleto. Eulalio si ritirò ad Anzio. Il Liber Pontificalis parla di un conferimento episcopale ad Eulalio dopo questi fatti, ma non è chiaro dove. secondo alcuni storici la poi presenza di due vescovi a Roma fu dettata dalla lotta fra i pelagiani, a cui probabilmente apparteneva Eulalio, ed i cattolici che sostenevano Bonifacio. Pare vi fosse anche un'altra discriminante : Eulalio intendeva mantenere la tradizione dei diaconi come guida delle singole comunità, mentre Bonifacio era favorevole alla diffusione dei sacerdoti, da poco istituito, in quanto più controllabili è fedeli alla chiesa. 
La morte lo colse nel 423.